# Le Center
Le Center is een plaats (city) in de Amerikaanse staat Minnesota, en valt bestuurlijk gezien onder Le Sueur County.

## Demografie
Bij de volkstelling in 2000 werd het aantal inwoners vastgesteld op 2240.

## Geografie
Volgens het United States Census Bureau beslaat de plaats een oppervlakte van
3,8 km², geheel bestaande uit land.

## Plaatsen in de nabije omgeving
De onderstaande figuur toont nabijgelegen plaatsen in een straal van 20 km rond Le Center.